# Naturpark Schwalm-Nette

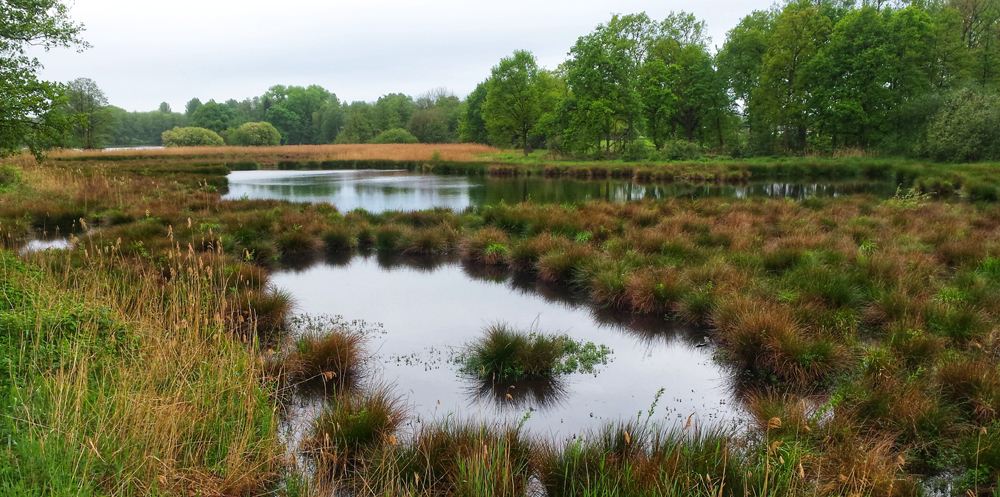
Naturschutz - Rohrdommelprojekt der Biologischen Station Krickenbecker Seen e.V. im Naturpark Schwalm-Nette

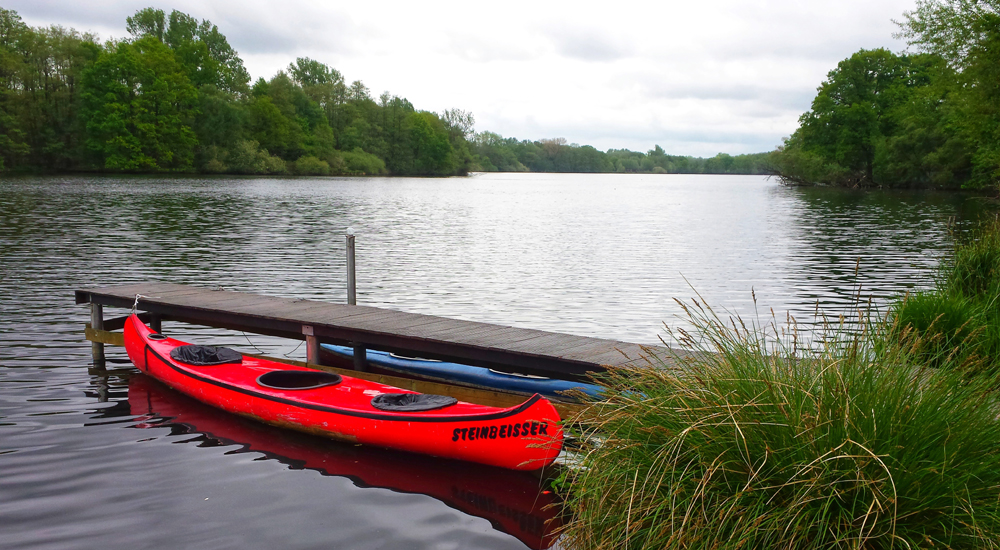
Naturpark Schwalm-Nette, Niederrhein, Großer De-Witt-See in der Nähe von Nettetal

Der Naturpark Schwalm-Nette ist ein 435 km² großer Naturpark in Nordrhein-Westfalen an der Grenze zu den Niederlanden. Er zeichnet sich durch seine landschaftliche Vielfalt aus. Als regional bedeutsames Nah- und Wochenenderholungsgebiet reicht sein Einzugsgebiet bis in die Ballungszentren von Rhein und Ruhr sowie die benachbarte Niederlande.

## Der Zweckverband
Der Naturpark Schwalm-Nette ist gemäß dem Gesetz über kommunale Gemeinschaftsarbeit in Nordrhein-Westfalen ein Zweckverband bestehend aus den Kreisen Viersen, Heinsberg und Kleve sowie der Stadt Mönchengladbach.

### Die Aufgaben
Definiert durch das Bundesnaturschutzgesetz und das Landesnaturschutzgesetz NRW ist es Ziel und Aufgabe eines Naturparks, die biologische Vielfalt zu erhalten, ländliche Regionen zu stärken und zu entwickeln, nachhaltigen Tourismus zu fördern und die Bildung für nachhaltige Entwicklung sicherzustellen.
Der Verband Deutscher Naturparke hat als Aufgaben der nationalen Naturparke fünf Handlungsfelder definiert:
- Naturschutz und Landschaftspflege
- Bildung
- Nachhaltiger Tourismus
- Regionalentwicklung
- Parkmanagement

Dazu gehören der Schutz und die Pflege von Biotopen und Landschaften sowie die Entwicklung und Renaturierung geschädigter Landschaftsteile. Weitere Aufgabenbereiche sind der Ausbau und die Unterhaltung von Anlagen zu Erholungszwecken und die natur- und landschaftskundliche Informations- und Bildungsarbeit.

### Naturparkplan
Als Handlungsanweisung verabschiedete die Verbandsversammlung im Oktober 2015 einen Naturparkplan. Er ist Nachfolger der vorherigen Maßnahmenpläne. Das Strategiekonzept gibt Leitbilder für die weitere Entwicklung des Naturparks Schwalm-Nette in den Handlungsfeldern Naturschutz und Landschaftspflege, Nachhaltiger Tourismus, Bildung sowie Regionalentwicklung vor. Auf Basis der definierten Leitbilder und Leitziele wurden 12 Leitprojekte entwickelt, die in der zukünftigen Arbeit des Zweckverbandes nach und nach umgesetzt werden sollen.

### Verbandsvorsteher des Naturparks
Erster Verbandsvorsteher bei der Gründung des Naturparks im Jahr 1965 wurde der damalige Oberkreisdirektor (OKD) des Kreises Kempen-Krefeld, Rudolf H. Müller. Zum 1. Januar 1975 entstand aus diesem Kreis der Kreis Viersen; Müller blieb bis 1984 OKD und Verbandsvorsteher. Ihm folgten Heinz-Josef Vogt (1984 – 1989), Hans-Christian Vollert (1989 – 2005), Peter Ottmann (2005 – 2015) und Andreas Coenen (seit 2015).

### Geschäftsführer
- 1965–1973 Udo Kienitz
- 1973–1975 Horst Fatheuer
- 1975–1993 Hans Kurscheidt
- 1993–2003 Änne Drießen
  - Erste hauptamtliche Geschäftsführerin in Vollzeit
- 2004–2012 Christa Eicher
  - Führte den Naturpark Schwalm-Nette in Personalunion mit ihrem Beruf als Amtsleiterin der Unteren Landschaftsbehörde des Kreis Viersen.
- 2012 - heute Michael Puschmann
  - Einrichtung des neuen Bereichs Organisation & Öffentlichkeitsarbeit.

## Besucherzentren
Neben der Geschäftsstelle in Viersen informieren drei Einrichtungen des Naturparks Besucher über Geschichte, Landschaft und Besonderheiten des Naturparks Schwalm-Nette:
- Naturparkzentrum Wachtendonk im „Haus Püllen“
- Naturpark-Informationsstelle Brüggen in der Burg Brüggen
- Naturpark-Tor Wassenberg

Jedes Besucherzentrum bietet neben allgemeinen Informationen zum Naturpark auch Informationen zu einem Themenschwerpunkt. Im Naturparkzentrum Wachtendonk ist dies die Entwicklung der Landschaft im Laufe der Erdgeschichte, in der Naturparkinformationsstelle Brüggen sind es die Ökosysteme des Naturparks Schwalm-Nette und im Naturpark-Tor Wassenberg das südliche Naturparkgebiet. Alle drei Besucherzentren sind ebenfalls touristische Informationsstellen der entsprechenden Städte und Gemeinden.

### Info-Points
Mit aktuell 3 Info-Points hat der Naturpark Schwalm-Nette sein Informationsangebot ausgeweitet. An diesen Informationsstellen stehen Flyer zur Verfügung und das geschulte Personal kann Gäste rund um den Naturpark beraten. Standorte sind:
- Info-Point in Gützenrath im Dorfpavillon[2]

- Info-Point in Mönchengladbach-Hardt im Wilhelm Kliewer Haus[3]

- Info-Point in Wegberg im Café Longo in der Wegberger Mühle[4]

## Geschichte

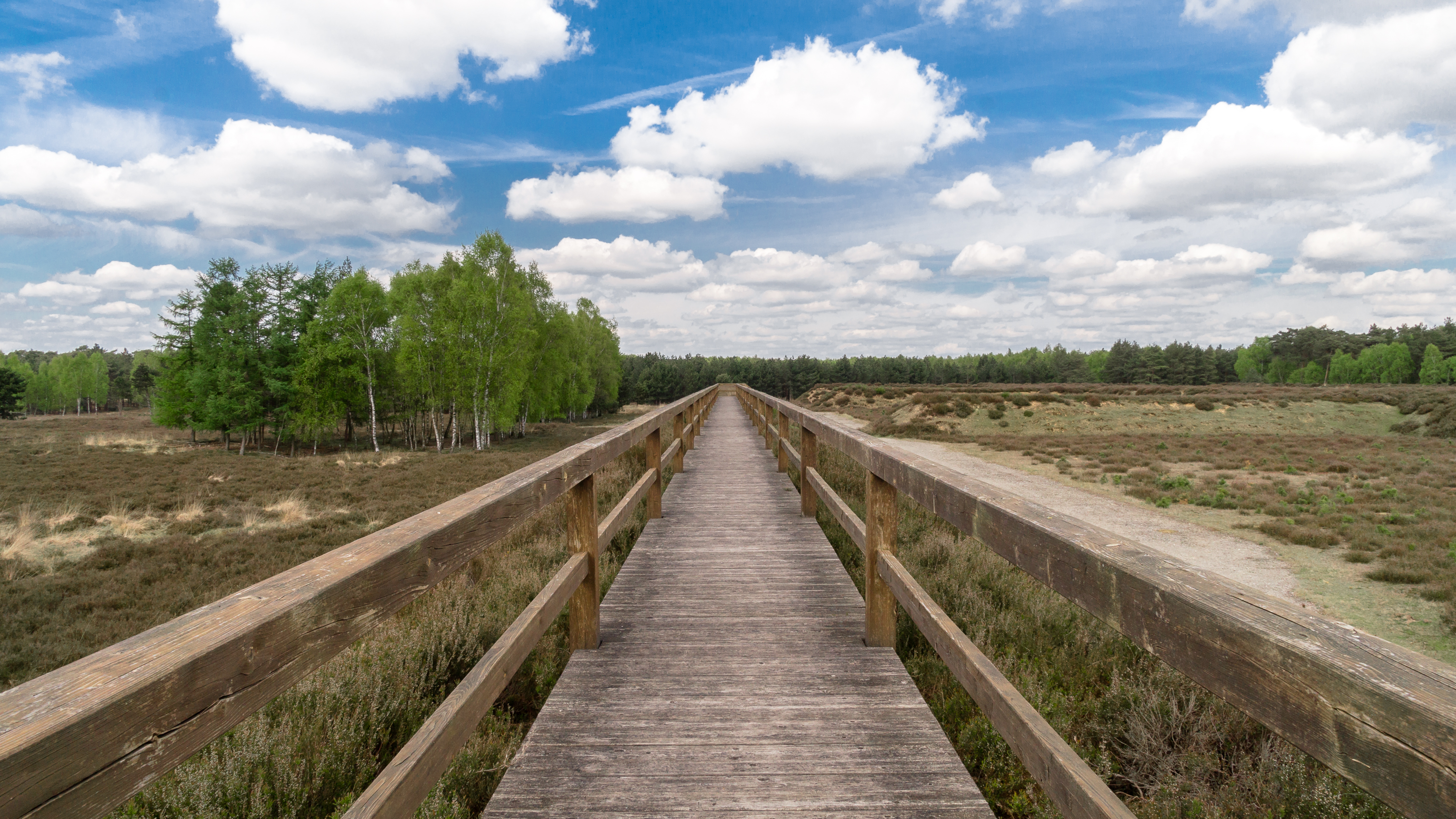
Steelenweg im Naturschutzgebiet „Brachter Wald“. Der Weg führt an Heidelandschaften und ehemaligen Munitionsdepots vorbei.

Die offizielle Gründung des Naturparks Schwalm-Nette als kommunaler Zweckverband erfolgte am 16. April 1965. Die Gründungsfeier fand am 18. März 1966 auf Burg Wassenberg statt. Zu seinen primären Aufgaben in der Anfangszeit zählten die Schaffung von Parkplätzen für Besucher und die Anlage von Wanderwegen. Hierzu gehörten auch das Anbringen von Informations- und Orientierungstafeln und die Veröffentlichung von Kartenmaterial. Der Fokus der Arbeit lag auf dem Aufbau einer Erholungsinfrastruktur.
Seit 1976 engagiert sich der Naturpark Schwalm-Nette ebenfalls als Teil des 1083 km² umfassenden grenzüberschreitenden Naturparks Maas-Schwalm-Nette. Die Gründung des internationalen Zweckverbandes erfolgte am 1. Juni 2002 mit der Genehmigung durch die niederländische Provinz Limburg.
Seit Mitte der 1980er Jahre stellen die Bereiche Umweltbildung sowie Naherholung und Tourismus zwei weitere Säulen der Naturpark-Arbeit dar. Besondere Bedeutung hat dabei die Vermittlung von Wissen und Verantwortungsbewusstsein im Umgang mit der Natur.
Im Jahr 2008 erhielt der Naturpark die Auszeichnung als „Qualitäts-Naturpark“ des Verbandes Deutscher Naturparke, die zuletzt 2018 rezertifiziert wurde. Seit 2016 ist der Naturpark zudem bundesweit eine von drei Modellregionen für das Projekt „Naturpark-Kita“ des Verbands Deutscher Naturparke.

## Geographie und Landschaft
Der Naturpark Schwalm-Nette erstreckt sich entlang der deutsch-niederländischen Grenze über einen großen Teil des Kreises Viersen (274,05 km²), Teile der Kreise Heinsberg (117,45 km²) und Kleve (34,8 km²) sowie eine kleine Fläche der Stadt Mönchengladbach (8,7 km²).
Das Gebiet zwischen den Flüssen Schwalm und Nette zeigt ein breites Spektrum von unterschiedlichen Lebensräumen. Neben Wäldern, Heideflächen, Feuchtwiesen und Äckern gibt es ebenfalls Erlenbruchgebiete und Niedermoore. Die Feuchtgebiete entlang von Nette, Niers, Schwalm und Rur sind Lebensraum einer artenreichen Tier- und Pflanzenwelt und für den Naturschutz von überregionaler Bedeutung. Seltene Tiere wie der Eisvogel, die Ringelnatter oder der Ziegenmelker sind hier zu Hause.
Zu den landschaftlichen Besonderheiten des Naturparks gehören vor allem die zahlreichen Seen wie beispielsweise die vier Krickenbecker Seen, der Hariksee, Effelder Waldsee oder der Venekotensee sowie Naturräume wie der Kaldenkirchener Grenzwald, das Elmpter Schwalmbruch oder die Wacholderheide in Niederkrüchten.

## Natur- und Landschaftsschutzgebiete

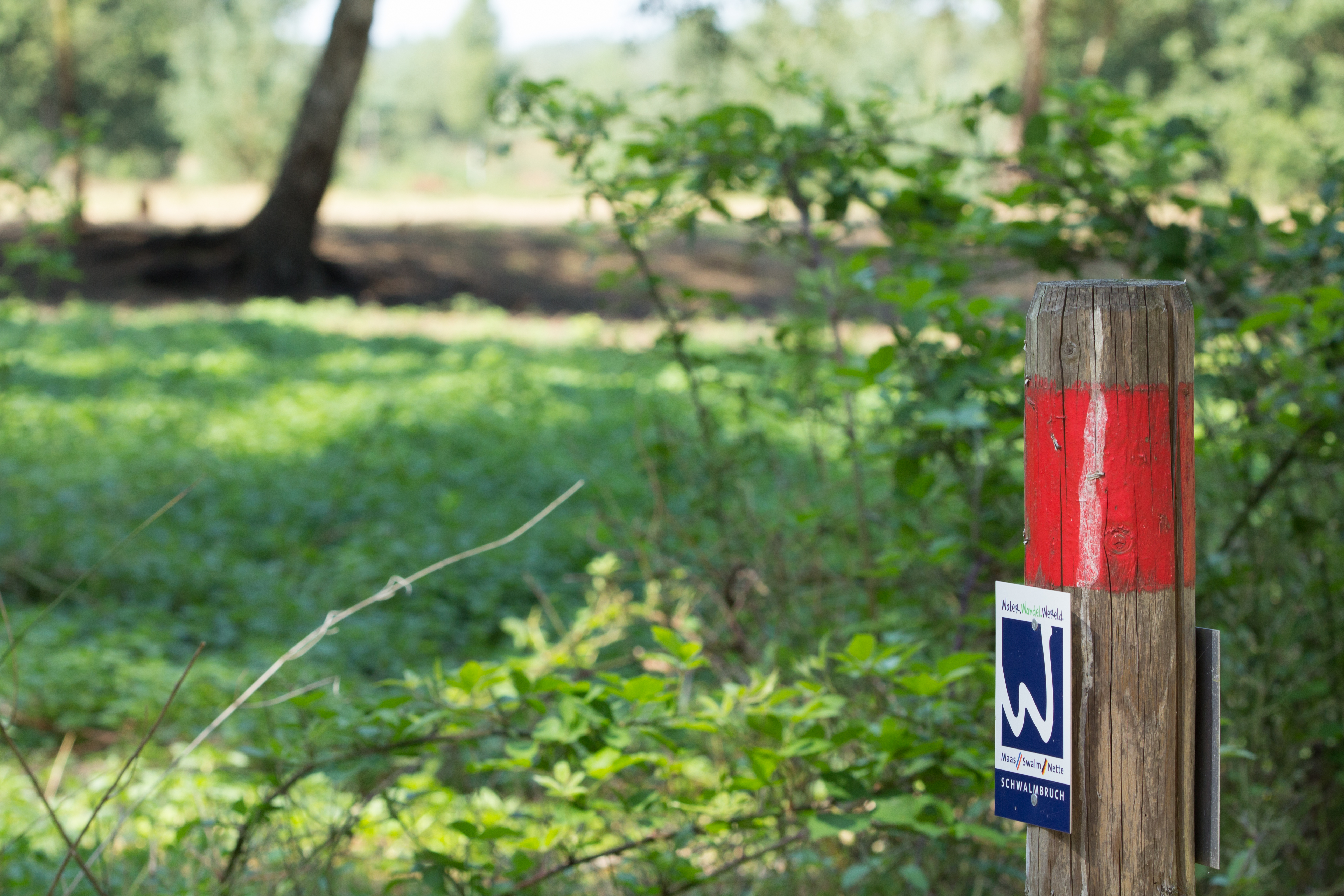
Das Naturschutzgebiet Elmpter Schwalmbruch

Der Naturpark Schwalm-Nette besteht zu 56 Prozent aus ausgewiesenen Natur- und Landschaftsschutzgebieten. 190 km² sind als Landschaftsschutzgebiete und 55 km² als Naturschutzgebiete ausgewiesen. Damit erfüllt er deutlich die Vorgaben des Bundesnaturschutzgesetzes, das vorschreibt, dass Naturparke überwiegend aus Natur- und Landschaftsschutzgebieten bestehen müssen. Weitere 50 km² des Naturparks sind sogenannte FFH-Gebiete und 75 km² sind als EU-Vogelschutzgebiete ausgewiesen.

## Bildungsarbeit
Im Rahmen der natur- und landschaftskundlichen Informationsarbeit des Naturparks Schwalm-Nette spielt seit einer Entscheidung der Verbandsversammlung im Jahr 1987 die schulische Bildungsarbeit eine wichtige Rolle. Im Fokus steht dabei die Schaffung eines grundlegenden Umweltbewusstseins und Anregung zum aktiven Engagement für den Naturschutz. Unter dem Begriff der Naturbildung werden die Aspekte Naturerleben und ökologische Bildung verknüpft. Das vorgehaltene Angebot reicht von thematischen Exkursionen und Kursen für Schulklassen über die Beratung und Unterstützung bei der Umgestaltung des Schulgeländes bis hin zu Vorträgen und Lehrerfortbildungen.

### Naturpark-Kitas
In Zusammenarbeit mit dem Verband Deutscher Naturparke (VDN) und der Innowego – Forum Bildung & Nachhaltigkeit eG hat der Naturpark Schwalm-Nette sechs Naturpark-Kitas zertifiziert. Das Projekt wurde von der Deutschen Bundesstiftung Umwelt (DBU) gefördert. In den Naturpark-Kitas werden Kindergartenkinder für die Besonderheiten der Tier- und Pflanzenwelt vor Ort sensibilisiert und lernen den Naturpark als Lern- und Erfahrungsort kennen. Gleichzeitig leistet die Kooperation einen wichtigen Beitrag zum Thema Bildung für nachhaltige Entwicklung (BNE). Durch einen kontinuierlichen Erfahrungsaustausch über die konzeptionelle Weiterentwicklung der Projektarbeit unterstützt der Naturpark Schwalm-Nette die Kitas bei der frühkindlichen Bildungsarbeit.

### Das Mobile Waldlabor
Das „Mobile Waldlabor“ unterstützt Kinder dabei, die Natur ganz bewusst zu erleben. Es hilft ihnen auf spielerische und leichte Art die Welt – insbesondere den Wald – zu entdecken. Das Mobile Waldlabor ist mit allen benötigten Untersuchungsmaterialien und Werkzeugen ausgestattet und kann in den Naturparkzentren Wachtendonk und Wassenberg ausgeliehen werden.

### Unterrichtsprogramm
Seit 1989 bietet der Naturpark mit eigens dafür angestellten Biologielehrern Naturkundeunterricht für den Biologie- und Sachkundeunterricht an. Das Angebot umfasst thematisch aktuelle Exkursionen, Vorträge, praktische Projekte zur Schulgartengestaltung und Lehrerfortbildungen.

## Naherholung und Tourismus

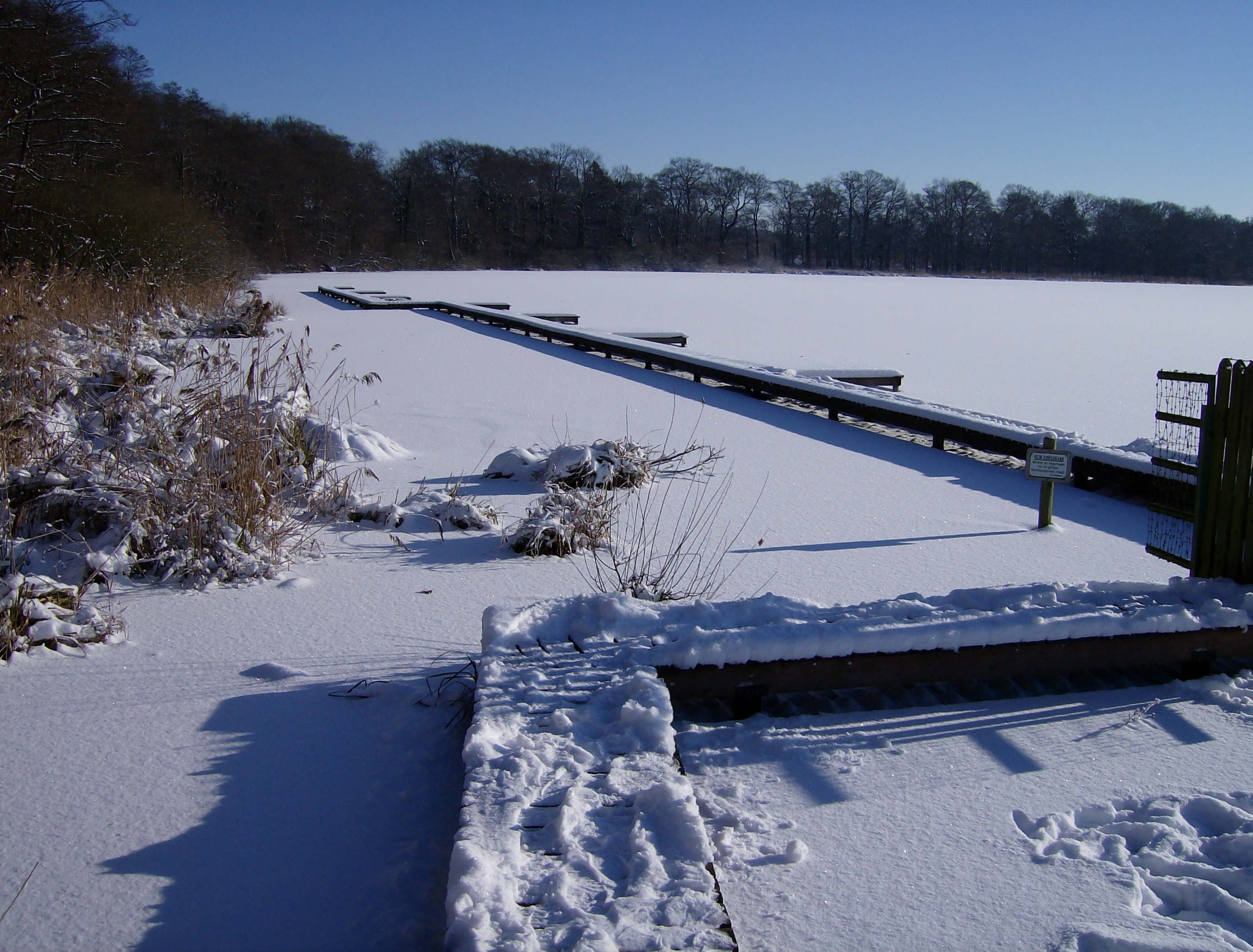
Die Krickenbecker Seen im Winter.

Im Gebiet des Naturparks gibt es viele gut ausgeschilderte Wanderwege und Radrouten. Sie führen unter anderem durch die Naturerlebnisgebiete Elmpter Schwalmbruch, Holtmühle-Galgenvenn, Krickenbecker Seen und das Naturschutzgebiet Brachter Wald.
Sieben Premium-Wanderwege führen ganz oder zu einem Teil durch den Naturpark Schwalm-Nette. Insgesamt zehn sind es im grenzüberschreitenden Maas-Schwalm-Nette-Gebiet, die zur Wasser.Wander.Welt zusammengefasst sind. Diese wurden erstmals im Jahr 2012 vom Deutschen Wanderinstitut für drei Jahre zertifiziert und im September 2018 rezertifiziert. Deutschlandweit sind sie die einzigen Premium-Wanderwege im Flachland. Der durch den Grenzwald führende Premiumwanderweg „Galgenvenn“ wurde 2016 zum zweitschönsten Wanderweg Deutschlands gewählt.
Kürzer, aber nicht weniger reizvoll sind die Premium-Spazierwanderwege„“ im Naturpark. Die etwa 3–6 km langen Wege eignen sich für gemütliche Spaziergänge und Familienausflüge mit Kindern. Ganz neu sind zudem zehn barrierearme „Leichte.Wege“, die gemeinsam mit der Biologischen Station Krickenbecker Seen und mit finanzieller Unterstützung des LVR – Landschaftsverband Rheinland – entwickelt wurden.
Eine weitere kulturgeschichtliche Besonderheit neben den zahlreichen Burgen, Schlössern und Herrensitzen sind die insgesamt 14 Wasser- und 3 Windmühlen an Schwalm, Nette, Niers und Rur. Sie alle werden in der Broschüre "Mühlen im Naturpark Schwalm-Nette" erläutert. Die Broschüre wurde gemeinsam mit dem Rheinischen Mühlenverband e.V. entwickelt und ist in den Naturparkzentren und dem Onlineshop des Naturparks kostenlos erhältlich.
25 Wasser.Blicke markieren eindrucksvolle Aussichtspunkte im Naturparkgebiet mit Bezug zum Wasser. Die Standorte sind mit Metallplatten im Boden markiert, die Hinweise zum telefonischen oder online Abruf von Informationen zu diesem Standort enthalten.

## Anbindung
Das Gebiet des Naturparks Schwalm-Nette wird im Norden durch die A40, die in die niederländische A67 übergeht, und die A61, die in die niederländische A74 übergeht, gekreuzt. Im Süden des Naturparks verläuft die A52 sowie zentral die A46. Die niederländische A73 führt entlang der deutsch-niederländischen Grenze.
Der Naturpark besitzt keine ICE und IC-Anbindung, ist jedoch mit zwei Regionalbahnen erreichbar. Die RB34 von Rheydt Hauptbahnhof bis Dahlheim hält in den Naturparkgemeinden Wegberg und Arsbeck. Der Regionalexpress 13 von Hamm nach Venlo bedient die Naturparkgemeinden Boisheim, Breyell und Kaldenkirchen.